# Шевчук Дмитро Несторович
Шевчук Дмитро Несторович (псевдо: Очмана, Скакун, 1923, с. Чудниця, Гощанський район, Рівненська область — ?, с. Янова Долина (тепер с. Базальтове, Костопільський район, Рівненська область). Командував сотнею «Очмани» в УПА.

## Життєпис

### Бойовий шлях
В березні 1943 року у дворі власної хати гестапівці розстріляли його сім'ю — батьків, братів і сестер. Чудом залишився живим, бо якраз був в клуні і сховався у соломі. Дев'ятнадцятирічним хлопцем пішов в УПА (сотня Трохимчука «Недолі»). Очолив диверсійну групу з 10 чоловік, яка озброїлись викопаними з поховань червоноармійців кулеметом і кількома гвинтівками. Влаштовував засідки на автошляху Рівне — Київ біля сіл Самостріли, Сапожин. Пізніше став командиром сотні, взяв собі псевдо «Очман». Знав кілька іноземних мов.
В 1943 році перевдягнувшись у німецьку форму сам особисто знищив начальника гестапо в місті Корець на Рівненщині.
24 березня 1943 року його сотня разом з сотнями «Недолі» (сотенний Трохимчук Степан Климентійович), «Жука» (сотенний Бричко Йосип) та «Клена» (сотенний Новак Григорій Онисимович), всього чисельністю близько 200 бійців УПА, здійснила напад на німецький концтабір Осада Креховецька й звільнила 176 в'язнів концтабору. Концтабір знаходився у селі Нова Українка (сучасна назва) Рівненського району й охоронявся німцями та поляками.
Осінню 1943 року сотня під його командуванням разом з боївкою «Лобка» (командир боївки Зеленюк Іван Юхимович, 1919 р.н. із села Русивель, Гощанського району) знищила ляндвірта (територіальний намісник), з охороною, поблизу села Красносілля Гощанського району.
Загинув при загадкових обставинах поблизу с. Янова Долина (тепер с. Базальтове) Костопільського р-ну на Рівнещині.